# Гуго де Фокамберг
Гуго де Фокамберг (Гуго Фалькенберг; фр. Hugues de Fauquembergues или Hugues de Falkenberg; погиб в 1106) — крестоносец, князь Галилеи и Тибериады с 1101 года.

## Биография
Замок Фокамберг располагался недалеко от города Сент-Омера, поэтому Гуго де Фокамберга иногда называют Гуго де Сент-Омер (фр. Hugues de Saint-Omer). Другой вариант, используемый некоторыми переводчиками Вильгельма Тирского — Гуго де Сент-Алдемер, нельзя считать правильным. Фокамберг принадлежал шателенам Сент-Омера, и этим именем могли называться младшие представители рода.
Представитель знатной дворянской фамилии, родом из Артуа, участник Первого крестового похода. Был вторым князем Галилеи. Гуго де Фокамберг прибыл в Святую землю в 1098 году в составе отряда Бодуэна Булонского. В 1101 году, кода Танкред Тарентский стал правителем княжества Антиохия, Гуго получил его прежнее владение — Галилею.
В своё правление (1101—1106) построил несколько крепостей, впоследствии ставших центрами новых небольших бароний: Торон (в 1106 году), Сафет и Шатонеф. Его сын, Годфруа де Сент-Омер, был одним из девяти рыцарей, основавших Орден Тамплиеров.
Согласно Вильгельму Тирскому, в августе 1106 года, возвращаясь из очередного набега на мусульманские территории, Гуго де Фокамберг попал в засаду. Во главе отряда из 70 рыцарей дал бой четырёхтысячной вражеской армии, а когда получил подкрепление, обратил её в бегство. В самом конце боя получил смертельное ранение.
У него было две дочери:
- Эскива, жена Гильома I де Бюра, князя Галилеи
- Эльвиза, жена Готье III Бризбара.